# Tellervo rufiventris
Tellervo rufiventris är en fjärilsart som beskrevs av Hans Fruhstorfer 1899. Tellervo rufiventris ingår i släktet Tellervo och familjen praktfjärilar. Inga underarter finns listade i Catalogue of Life.